# Michel Méranville
Gilbert Marie Michel Méranville, né le 4 février 1936 au Vauclin en Martinique, est un évêque catholique français, archevêque émérite de Saint-Pierre et Fort-de-France depuis le 7 mars 2015.

## Biographie

### Formation
Après avoir obtenu un diplôme de programmeur d'exploitation informatique et un diplôme d'Études comptables supérieures au Conservatoire national des arts et métiers (CNAM), Michel Méranville est entré au séminaire et a suivi sa formation théologique à l'Université pontificale urbaniana à Rome où il a obtenu une licence en théologie.
Il a été ordonné prêtre le 20 décembre 1959 à Rome pour l'archidiocèse de Fort-de-France.

### Principaux ministères
Après avoir été vicaire aux Terres-Sainville (quartier de Fort-de-France) puis au Lamentin, il a été aumônier de lycée et de la Jeunesse étudiante chrétienne (JEC), avant de redevenir vicaire aux Terres-Sainville. 
De 1966 à 1970, son ministère sacerdotal le conduit en métropole. 
De retour en Martinique, il est aumônier de lycée puis des prisons avant d'être nommé curé de la cathédrale de Fort-de-France de 1981 à 2004.
Nommé archevêque de Fort-de-France le 14 novembre 2003, il est consacré le 18 avril 2004.
Le 7 mars 2015 le pape François accepte sa démission pour limite d'âge, et nomme David Macaire pour lui succéder.